# Cynosa ramosa
Cynosa ramosa är en spindelart som först beskrevs av Ludwig Carl Christian Koch 1877.  Cynosa ramosa ingår i släktet Cynosa och familjen vargspindlar. Inga underarter finns listade i Catalogue of Life.